# Rick Rozz

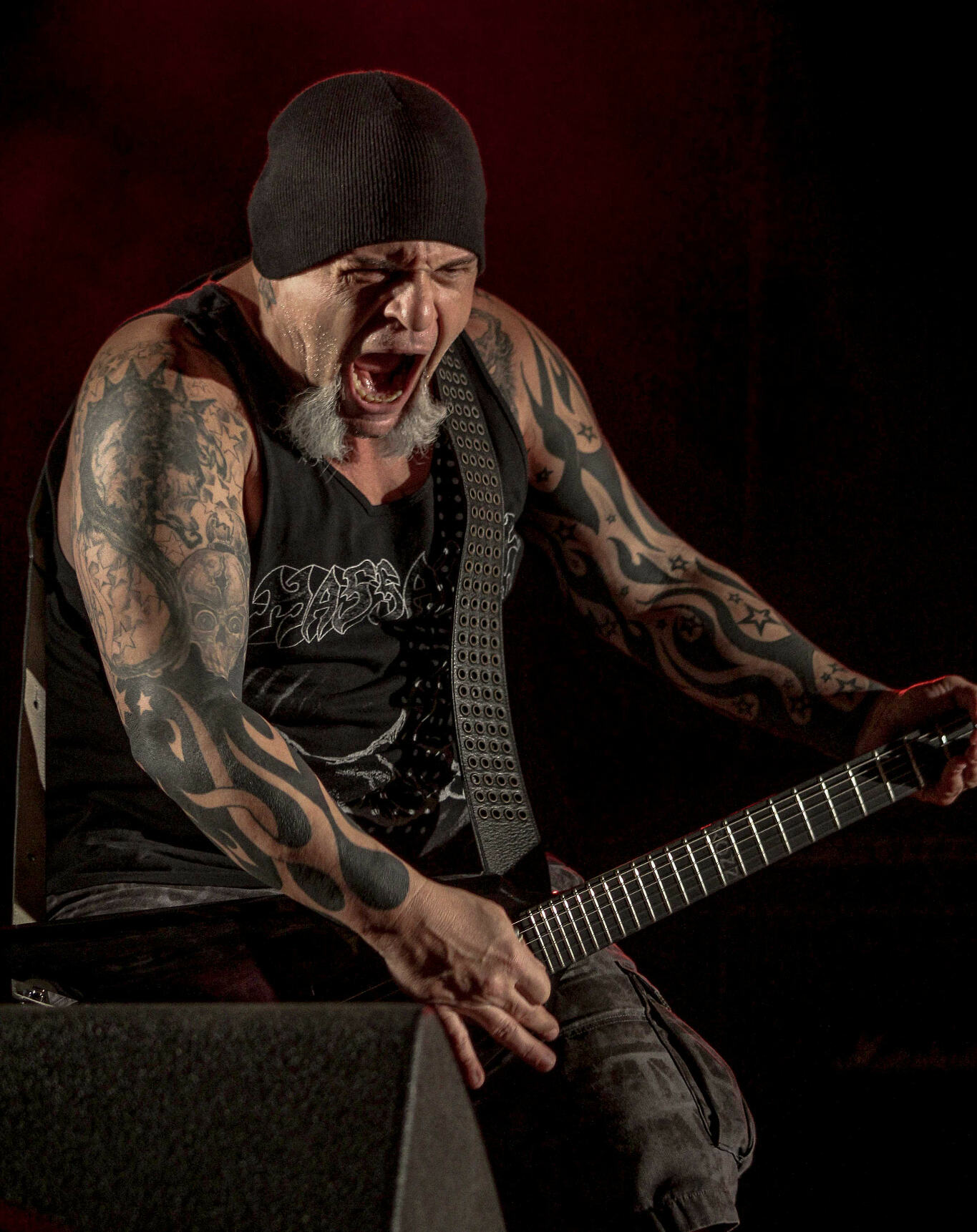
Rick Rozz, 2013

Rick Rozz (bürgerlich Frederick DeLillo; * 9. Januar 1967) ist ein amerikanischer Gitarrist. Er ist vor allem durch seine Arbeit mit den Death-Metal-Bands Death und Massacre bekannt.

## Biografie
Seine Jugend verbrachte er in Apopka in Florida, wo er die Lake Brantley High School besuchte. Eine seiner ersten musikalischen Stationen war eine Metal-Band aus Orlando, Florida, mit Namen „Thatcher“. 
Im Jahre 1983 gründete Chuck Schuldiner die Band „Mantas“, der Rick Rozz und Kam Lee schon kurze Zeit später beitraten. Sie nannten sich 1984 nach einigen Auftritten und Demos in „Death“ um. Unter diesem Namen wurde unter anderem das Demo „Reign Of Terror“ (1985) aufgenommen, bei der wieder Rick Rozz an der Gitarre agierte.
Einige Zeit später verließ Rozz nach Auseinandersetzungen die Band und schloss sich der 1984 in Tampa, Florida gegründeten Band Massacre an, welcher auch Kam Lee als Sänger angehörte. Mit ihnen nahm Rozz zwischen 1985 und 1996 zwei Demos und das Album „From Beyond“ von 1990, die EP „Inhuman Condition“ von 1992, sowie das 1996 erschienene und letzte Studioalbum „Promise“ auf. In den Jahren 1987 bis 1989 gab es ein Intermezzo zwischen Rozz und „Death“. In dieser Zeit wurde Deaths zweites Studioalbum „Leprosy“, welches 1988 erschien, aufgenommen.
Zurzeit spielt Rozz Gitarre in einer neuen, von ihm und Mike Mazzonetto 2009 gegründeten Death-Metal-Band mit Namen M. Inc.